# Teotón
El Teotón es un cerro y un yacimiento arqueológico ubicado en las faldas orientales del volcán Popocatépetl, en el estado mexicano de Puebla.

## Ubicación
El cerro Teotón (del náhuatl: ídolo) se encuentra en terrenos ejidales al este de la localidad de San Pedro Yancuitlalpan, junta auxiliar del municipio poblano de San Nicolás de los Ranchos. El río Atlanepantla y su profunda barranca bordean el cerro en dirección noroeste-sureste. Desde Yancuitlalpan, la vía de acceso normal es el llamado Camino al Teotón, una vereda en la que varios campos de maíz y árboles frutales separan al cerro del área urbana.
Desde el Valle de Puebla-Tlaxcala, el Teotón es fácilmente reconocible como la última prominencia destacable delante de los altos volcanes de la Sierra Nevada (Popocatépetl e Iztaccíhuatl).

## Historia
Al igual que algunas otras prominencias no eruptivas de la región (como los cerros Teteolotitla, Techalotepec y Metepec), el Teotón probablemente se originó en el derrame de detritos conocido como «avalancha de Mayorazgo». Esta ocurrió aproximadamente 36 mil años AP, al colapsar el volcán Pies, un cono anterior de la actual Iztaccíhuatl.
Aunque en la actualidad no se reconoce como tal, el cerro contiene en realidad un basamento piramidal, un tipo de estructura propio de los centros ceremoniales de Mesoamérica. Según investigaciones arqueológicas, la zona del Teotón era empleada en el México prehispánico para venerar al «Gran Dios», al que se pedía una temporada de lluvias abundantes. En cierto modo, esta tradición ha perdurado hasta la actualidad: La sincrética feria local, llamada «Fiesta del Cerro», tiene lugar en junio de cada año, al comienzo de la estación lluviosa.

### Alineación
Según algunas teorías, el centro ceremonial del Teotón fue construido con la intención de realizar una alineación geográfica con otros cerros y centros ceremoniales de la región, e incluso una correlación con la ubicación de diversas constelaciones. Por ejemplo, una línea recta trazada desde el Teotón hasta la Gran Pirámide de Cholula pasaría justo por el cráter del cerro Tecajete. Más aventurada resulta la hipótesis de que el Teotón es una especie de axis mundi, el vértice de un enorme paralelogramo conformado por la Gran Pirámide de Cholula, el Popocatépetl y los cerros Apatlaco (parte del macizo de la Iztaccíhuatl) y Montero (municipio de Coronango).

## Situación actual

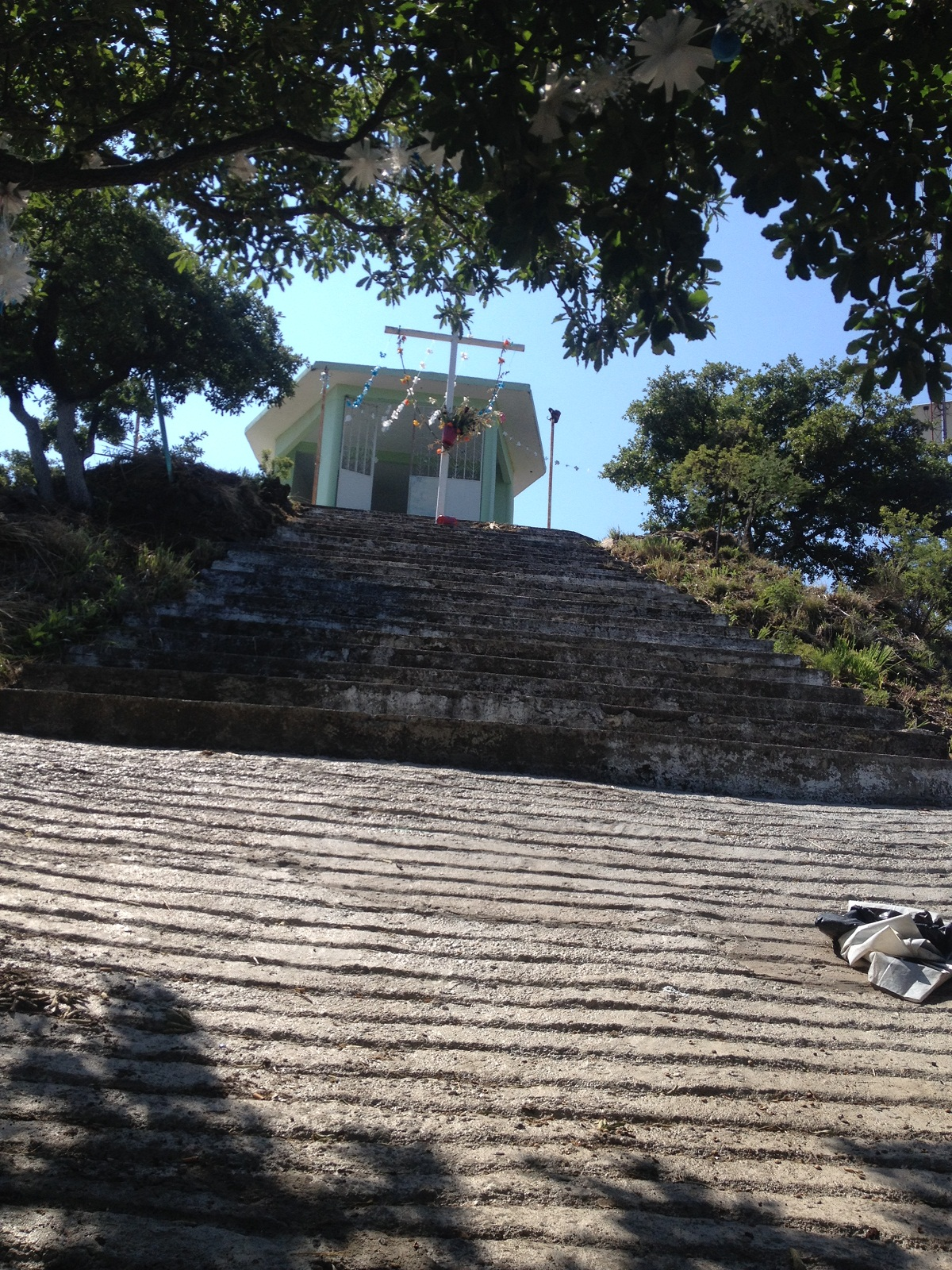
Santuario en la cima

Hoy en día, el Teotón alberga un bosque de pino-encino en estado aceptable de conservación. Por medio de un breve ascenso se accede a una escalinata, que lleva a un pequeño santuario localizado en la cima. También cerca de la cima se localiza una antena de microondas y un vértice geodésico. Los días claros permiten una vista panorámica del Valle de Puebla-Tlaxcala, que se extiende hacia el este, así como de la Sierra Nevada y el malpaís de Nealtican. Alternativamente puede rodearse el cerro por el norte, donde se encuentra la llamada «Piedra del Águila», presumiblemente una piedra de sacrificio.

### Museo
A fin de resguardar el patrimonio arqueológico de la zona, se creó en septiembre de 2012 el Museo Teotón, ubicado en Yancuitlalpan (Calle Libertad #1, esquina Camino al Teotón). En su restringido horario de apertura (viernes a domingo, 10 a 17 horas) muestra en dos salas de exposición una colección de piezas arqueológicas recuperadas de manos de los vecinos del pueblo. Se estima que existen aún en posesión tanto privada como de la Universidad de las Américas de Puebla —que realizó excavaciones antes de la apertura del museo— cuando menos 2 mil piezas adicionales.
Actualmente, Yancuitlalpan enfrenta el problema de la falta de promoción y de fondos para el desarrollo turístico de los atractivos de la región. Esto ha venido en detrimento del estado del Museo Teotón, cuyas escasas visitas pagan una cuota de admisión voluntaria.